# Italie au Concours Eurovision de la chanson 2012
L'Italie a participé au Concours Eurovision de la chanson 2012 et a sélectionné sa chanson et son artiste via le Festival de Sanremo, organisé par le diffuseur italien RAI Radiotelevisione Italiana (RAI).

## Sanremo 2012
Le 5 décembre, RAI annonce que l'artiste et la chanson représentant l'Italie sera choisi à travers le Festival de Sanremo 2012 qui a lieu du 14 au 18 février 2012. Un jury spécifique est de nouveau mis en place pour choisir l'artiste et la chanson les mieux adaptés pour représenter l'Italie à Bakou, ainsi, le vainqueur du festival de Sanremo n'est pas nécessairement le représentant italien au Concours Eurovision 2012,,. Le 18 février, durant la finale, Nina Zilli est annoncé qu'elle représenterait l'Italie au Concours Eurovision de la chanson par Ell & Nikki. RAI précise tout de suite après l'émission que la chanson pour l'Eurovision n'est pas la chanson qu'elle avait choisi pour Sanremo qui est Per sempre. Le 3 mars, Per sempre est confirmé comme la chanson italienne pour l'Eurovision 2012. Toutefois, le 13 mars, la décision est modifiée et L'amore è femmina devient la chanson qu'elle interprète à Bakou.

## Soirées

### Première soirée

#### Section Grands Artistes
Le 14 février 2012, chaque artiste dans la section Grands Artistes interprète une chanson inédite. Selon les règles du concours, un classement est déterminé par un jury composé de 300 personnes, chacun donnant de 1 point au minimum à 10 points au maximum à chaque chanson et à la fin de la soirée, les deux artistes ayant reçu le moins de points sont éliminés. Toutefois, au cours de la deuxième chanson de la soirée, un problème technique dans le système de vote a lieu. Au début, le jury est invité à continuer à voter par le moyen de papiers mais après la dernière chanson, il est annoncé que le vote est annulé. Par conséquent, tous les artistes sont qualifiés por la seconde soirée du festival,.
En raison d'une maladie, la coprésentatrice Ivana Mrzazova n'a pas pu faire son travail. Elle est remplacée par Belen Rodriguez et Elisabetta Canalis, les coprésentatrices du festival 2011.
Le chanteur et acteur Adriano Celentano est un invité de marque lors de cette première nuit. Il cause beaucoup de controverses lorsqu'il attaque l'Église catholique et le magazine italien catholique Famiglia Cristiana et le journal Avvenire pendant son monologue.
| Artiste(s)                       | Ordre | Chanson et compositeur(s)                                             |
| -------------------------------- | ----- | --------------------------------------------------------------------- |
| Dolcenera                        | 1     | Ci vediamo a casa (Dolcenera)                                         |
| Samuele Bersani                  | 2     | Un pallone (Samuele Bersani)                                          |
| Noemi                            | 3     | Sono solo parole (Fabrizio Moro)                                      |
| Francesco Renga                  | 4     | La tua bellezza (Francesco Renga, Diego Mancino, Dario Faini)         |
| Chiara Civello                   | 5     | Al posto del mondo (Chiara Civello, Daiana Tejera)                    |
| Irene Fornaciari                 | 6     | Grande mistero (Davide Van De Sfroos)                                 |
| Emma Marrone                     | 7     | Non è l'inferno (Francesco Silvestre, Enrico Palmosi, Luca Sala)      |
| Marlene Kuntz                    | 8     | Canzone per un figlio (Cristiano Godano, Riccardo Tesio, Luca Bergia) |
| Eugenio Finardi                  | 9     | E tu lo chiami Dio (Roberta Di Lorenzo)                               |
| Gigi D'Alessio et Loredana Bertè | 10    | Respirar (Gigi D'Alessio, Vincenzo D'Agostino)                        |
| Nina Zilli                       | 11    | Per sempre (Roberto Casalino, Nina Zilli)                             |
| Pierdavide Carone et Lucio Dalla | 12    | Nanì (Pierdavide Carone, Lucio Dalla)                                 |
| Arisa                            | 13    | La notte (Giuseppe Anastasi)                                          |
| Matia Bazar                      | 14    | Sei tu (Piero Cassano, Giancarlo Golzi, Fabio Perversi)               |

### Seconde soirée

#### Section Grands Artistes
Durant la seconde soirée, qui a lieu 15 février 2012, chacun des 14 artistes de la section Grands Artistes chante une seconde fois leur chanson. Chaque artiste reçoit un minimum de 1 points et un maximum de 10 points de chaque membre d'un jury, composé de 300 personnes et les quatre artistes ayant reçu le moins de points — Pierdavide Carone avec Lucio Dalla, Marlene Kuntz, Irene Fornaciari et Gigi D'Alessio avec Loredana Bertè — sont éliminés de la compétition,.
| Artiste(s)                       | Ordre, | Chanson               | Points | Place |
| -------------------------------- | ------ | --------------------- | ------ | ----- |
| Nina Zilli                       | 1      | Per sempre            | 2 254  | 1     |
| Arisa                            | 2      | La notte              | 2 127  | 2     |
| Gigi D'Alessio et Loredana Bertè | 3      | Respirare             | 1 591  | 11    |
| Pierdavide Carone et Lucio Dalla | 4      | Nanì                  | 1 540  | 13    |
| Matia Bazar                      | 5      | Sei tu                | 1 725  | 9     |
| Eugenio Finardi                  | 6      | E tu lo chiami Dio    | 1 752  | 8     |
| Emma Marrone                     | 7      | Non è l'inferno       | 2 126  | 3     |
| Marlene Kuntz                    | 8      | Canzone per un figlio | 1 298  | 14    |
| Irene Fornaciari                 | 9      | Grande mistero        | 1 571  | 12    |
| Samuele Bersani                  | 10     | Un pallone            | 1 665  | 10    |
| Chiara Civello                   | 11     | Al posto del mondo    | 1 895  | 6     |
| Noemi                            | 12     | Sono solo parole      | 2 099  | 4     |
| Francesco Renga                  | 13     | La tua bellezza       | 1 926  | 5     |
| Dolcenera                        | 14     | Ci vediamo a casa     | 1 859  | 7     |

### Troisième soirée

#### Duos internationaux
Durant la troisième soirée, chaque participant de la section Grands Artistes, y compris les éliminés, interprète une version en langue étrangère d'une chanson italienne populaire avec  un invité international. Les artistes et les chansons sont annoncées avec les participants au concours. Le 26 janvier 2012, il est annoncé que Nina Hagen, initialement inclus dans la liste publiée le 15 janvier 2012 comme partenaire du duo Loredana Bertè et Gigi D'Alessio est remplacée par Macy Gray qui chante la version anglaise de Almeno tu nell'universo de Mia Martini à la place de la version allemande de Piccolo uomo,. À la fin de la soirée, les journalistes présents dans la salle de presse votent pour la meilleure performance. La compétition, qui n'a aucun lien avec la compétition principale, est remporté par Marlene Kuntz accompagné de Patti Smith qui ont intérprétés The World Became the World, la version en anglais de Impressioni di settembre de Premiata Forneria Marconi.
| Artiste(s) italien(s)            | Artiste(s) international(es) | Ordre | Chanson                           | Titre original et artiste(s)                         |
| -------------------------------- | ---------------------------- | ----- | --------------------------------- | ---------------------------------------------------- |
| Chiara Civello                   | Shaggy                       | 1     | You Don't Have to Say You Love Me | Io che non vivo (senza te) (Pino Donaggio)           |
| Samuele Bersani                  | Goran Bregović               | 2     | My Sweet Romagna                  | Romagna mia (Secondo Casadei)                        |
| Nina Zilli                       | Skye Edwards                 | 3     | Never, Never, Never               | Grande grande grande (Mina)                          |
| Matia Bazar                      | Al Jarreau                   | 4     | Speak Softly Love                 | Speak Softly Love (Nino Rota)                        |
| Emma Marrone                     | Gary Go                      | 5     | (If Paradise Is) Half as Nice     | Il paradiso (La Ragazza 77 et Patty Pravo)           |
| Arisa                            | José Feliciano               | 6     | Que Sera                          | Che sarà (Ricchi e Poveri et José Feliciano)         |
| Francesco Renga                  | Sergio Dalma                 | 7     | El mundo                          | Il mondo (Jimmy Fontana)                             |
| Pierdavide Carone et Lucio Dalla | Mads Langer                  | 8     | Anema e core                      | Anema e core (Tito Schipa)                           |
| Irene Fornaciari                 | Brian May et Kerry Ellis     | 9     | I (Who Have Nothing)              | Uno dei tanti (Joe Sentieri)                         |
| Marlene Kuntz                    | Patti Smith                  | 10    | The World Became the World        | Impressioni di settembre (Premiata Forneria Marconi) |
| Gigi D'Alessio & Loredana Bertè  | Macy Gray                    | 11    | The Flame                         | Almeno tu nell'universo (Mia Martini)                |
| Eugenio Finardi                  | Noa                          | 12    | Surrender                         | Torna a Surriento (Mario Massa)                      |
| Dolcenera                        | Professor Green              | 13    | My Life Is Mine                   | Vita spericolata (Vasco Rossi)                       |
| Noemi                            | Sarah Jane Morris            | 14    | To Feel in Love                   | Amarsi un po (Lucio Battisti)                        |

#### Tour de repêchage
Les quatre chansons éliminées durant la seconde soirée sont rechantées et un télévote détermine les deux chansons qui peuvent revenir dans la compétition. Gigi D'Alessio avec Loredana Bertè et Pierdavide Carone avec Lucio Dalla sont admis à la demi-finale du festival tandis qu'Irene Fornaciari et Marlene Kuntz sont éliminés de la compétition
| Artiste(s)                       | Ordre | Chanson               | Votes   | Résultat                   |
| -------------------------------- | ----- | --------------------- | ------- | -------------------------- |
| Pierdavide Carone et Lucio Dalla | 1     | Nanì                  | 49,39 % | Retour dans la compétition |
| Gigi D'Alessio et Loredana Bertè | 2     | Respirare             | 30,82 % | Retour dans la compétition |
| Irene Fornaciari                 | 3     | Grande mistero        | 12,06 % | Éliminée                   |
| Marlene Kuntz                    | 4     | Canzone per un figlio | 7,73 %  | Éliminé                    |

### Quatrième soirée

#### Section Grands Artistes
Durant la quatrième soirée, chaque artiste encore en compétition dans la section Grands Artistes chante en duo avec un invité et interprète une nouvelle version de leur chanson. À la fin de la soirée, un classement est établi avec les voix du télévote et les voix de l'Orchestre du Festival de San Remo et les deux artistes réunissant le moins de ces voix — Chiara Civello et Matia Bazar — sont éliminés.
| Artiste                          | Ordre | Chanson            | Invité                           | Points (orchestre) | Télévotes | Place |
| -------------------------------- | ----- | ------------------ | -------------------------------- | ------------------ | --------- | ----- |
| Noemi                            | 1     | Sono solo parole   | Gaetano Curreri                  | 14                 | 4,92 %    | 4     |
| Pierdavide Carone et Lucio Dalla | 2     | Nanì               | Gianluca Grignani                | 5                  | 22,04 %   | 6     |
| Dolcenera                        | 3     | Ci vediamo a casa  | Max Gazzè                        | 7                  | 3,88 %    | 10    |
| Gigi D'Alessio et Loredana Bertè | 4     | Respirare          | Fargetta                         | 15                 | 13,45 %   | 3     |
| Chiara Civello                   | 5     | Al posto del mondo | Francesca Michielin              | 6                  | 3,30 %    | 12    |
| Samuele Bersani                  | 6     | Un pallone         | Paolo Rossi                      | 9                  | 3,03 %    | 9     |
| Eugenio Finardi                  | 7     | E tu lo chiami Dio | Peppe Servillo                   | 8                  | 3,76 %    | 8     |
| Nina Zilli                       | 8     | Per sempre         | Giuliano Palma & the Bluebeaters | 7                  | 5,11 %    | 7     |
| Arisa                            | 9     | La notte           | Mauro Ermanno Giovanardi         | 18                 | 9,02 %    | 1     |
| Emma Marrone                     | 10    | Non è l'inferno    | Alessandra Amoroso               | 12                 | 22,49 %   | 2     |
| Matia Bazar                      | 11    | Sei tu             | Platinette                       | 8                  | 2,28 %    | 11    |
| Francesco Renga                  | 12    | La tua bellezza    | Scala & Kolacny Brothers         | 8                  | 6,72 %    | 5     |

Marlene Kuntz et Irene Fornaciari, éliminés durant la soirée précédente aurait respectivement avec Samuel Umberto Romano et Davide Van De Sfroos.

### Cinquième soirée

#### Premier tour
La finale de la section Grands Artistes a lieu le 18 février 2012. Durant le premier tour, les dix artistes encore en compétition chantent leur chanson et un classement est obtenu en combinant le télévote et les votes déterminés par l'Orchestre du Festival de San Remo. Chaque journaliste dans la salle de presse vote également pour l'un des artistes en compétition et Noemi, qui a reçu le plus de votes, obtient le « golden share », qui permet de gagner trois places dans le classement précédemment établi. Par conséquent, elle remplace Gigi D'Alessio et Loredana Bertè dans le top trois des artistes et se qualifie pour le second tour de la finale avec Emma et Arisa.
| Artiste(s)                       | Ordre | Chanson            | Points (orchestre) | Télévotes | Points (golden share) | Place |
| -------------------------------- | ----- | ------------------ | ------------------ | --------- | --------------------- | ----- |
| Nina Zilli                       | 1     | Per sempre         | 17                 | 4,98 %    | 2                     | 7     |
| Gigi D'Alessio et Loredana Bertè | 2     | "Respirare"        | 31                 | 12,09 %   | 5                     | 4     |
| Emma Marrone                     | 3     | Non è l'inferno    | 26                 | 29,65 %   | 7                     | 3     |
| Samuele Bersani                  | 4     | Un pallone         | 25                 | 3,18 %    | 0                     | 9     |
| Dolcenera                        | 5     | Ci vediamo a casa  | 17                 | 5,59 %    | 2                     | 6     |
| Pierdavide Carone et Lucio Dalla | 6     | Nanì               | 14                 | 15,74 %   | 9                     | 5     |
| Noemi                            | 7     | Sono solo parole   | 33                 | 5,42 %    | 50                    | 1     |
| Arisa                            | 8     | La notte           | 38                 | 11,59 %   | 9                     | 2     |
| Eugenio Finardi                  | 9     | E tu lo chiami dio | 15                 | 3,26 %    | 3                     | 10    |
| Francesco Renga                  | 8     | La tua bellezza    | 13                 | 8,50 %    | 0                     | 8     |

#### Second tour
Durant le second tour, les trois artistes restants chantent pour la dernière fois leur chanson et le classement final est terminé uniquement par le télévote. Bien que Nina Zilli ne soit qualifié pour ce second tour, elle est appelée sur scène et elle est annoncée comme la représentante de l'Italie à l'Eurovision par Ell & Nikki. Elle est choisie par un jury spécifique parmi les participants.
| Artiste | Ordre | Chanson          | Votes   | Place |
| ------- | ----- | ---------------- | ------- | ----- |
| Noemi   | 1     | Sono solo parole | 14,84 % | 3     |
| Emma    | 2     | Non è l'inferno  | 49,63 % | 1     |
| Arisa   | 3     | La notte         | 35,53 % | 2     |

## Audiences
| Épisode  | Date            | Téléspectateurs | Part de marché |
| -------- | --------------- | --------------- | -------------- |
| Soirée 1 | 14 février 2012 | 12 700 000      | 49,55 %        |
| Soirée 2 | 15 février 2012 | 9 200 000       | 39,27 %        |
| Soirée 3 | 16 février 2012 | 10 540 000      | 47,46 %        |
| Soirée 4 | 17 février 2012 | 9 931 000       | 41,97 %        |
| Soirée 5 | 18 février 2012 | 13 287 000      | 57,43 %        |

## À l'Eurovision
L'Italie est automatiquement qualifiée pour la finale du 26 mai 2012 en tant que membre du Big Five. Le pays passe en 10e position lors de la finale et termine en 9e place avec 101 points et finit ainsi dans le top 10 pour la seconde année consécutive après la seconde place de l'Italie en 2011. De plus, le pays vote lors de la première demi-finale.

### Points accordés à l'Italie
| 12 points                                                        | 10 points                                         | 8 points           | 7 points                                                         | 6 points           |
| ---------------------------------------------------------------- | ------------------------------------------------- | ------------------ | ---------------------------------------------------------------- | ------------------ |
|                                                                  | - Malte                                           |                    | - Albanie - Estonie - Saint-Marin                                |                    |
| 5 points                                                         | 4 points                                          | 3 points           | 2 points                                                         | 1 point            |
| - Hongrie - Macédoine - Moldavie - Suisse - Slovénie - Slovaquie | - Lituanie - Norvège - Ukraine - Israël - Géorgie | - Danemark - Grèce | - Chypre - Irlande - Monténégro - Allemagne - Portugal - Croatie | - France - Espagne |

### Points accordés par l'Italie
| 12 points | Albanie     |
| 10 points | Roumanie    |
| 8 points  | Suisse      |
| 7 points  | Chypre      |
| 6 points  | Danemark    |
| 5 points  | Grèce       |
| 4 points  | Moldavie    |
| 3 points  | Saint-Marin |
| 2 points  | Russie      |
| 1 point   | Islande     |

| 12 points | Albanie   |
| 10 points | Russie    |
| 8 points  | Allemagne |
| 7 points  | Roumanie  |
| 6 points  | Serbie    |
| 5 points  | Chypre    |
| 4 points  | Moldavie  |
| 3 points  | Ukraine   |
| 2 points  | Danemark  |
| 1 point   | Macédoine |